# Providence (serie de televisión)
Providence es un show de drama de la televisión estadounidense que se emitió en la NBC y estuvo protagonizado por Melina Kanakaredes. Estuvo al aire durante cinco temporadas, del 8 de enero de 1999 al 20 de diciembre de 2002.

## Sinopsis
La serie trata sobre la doctora Sydney Hansen (interpretada por Kanakaredes), que dejó su glamuroso trabajo en Beverly Hills como cirujana plástica para volver a su lugar natal, Providence, y estar con su familia. Sydney vive con su padre Jim, su hermano Robbie, su hermana Joanie y el bebé de su hermana, Hannah, en una gran casa en los suburbios de Providence. En la casa también se encuentra la clínica veterinaria de su padre. La madre de Sydney muere en el primer episodio pero continúa apareciendo como espíritu para aconsejar a su hija.

## Personajes
- Dr. Sydney «Syd» Hansen (Melina Kanakaredes) - cirujana plástica que vuelve a casa para la boda de su hermana. Desafortunadamente, su madre muere antes de empezar la ceremonia. Sydney vuelve a Los Ángeles y descubre que su novio la está engañando. Al final, decide trasladarse a Providence para ayudar a su familia, y empieza a trabajar en una clínica gratuita.

- Joan «Joanie» Hansen (Paula Cale) - hermana menor de Sydney y madre soltera de Hannah. La muerte de su madre interrumpe su boda y, tras dar luz a Hannah, decide no casarse con el padre de Hannah, Richie. Una mujer optimista, Joanie ayuda a su padre en la clínica, hasta que descubre que su comida, aunque incomible para los humanos, es un manjar para los perros, por lo que abre una panadería de delicatessen para perros.

- Robert «Robbie» Hansen (Seth Peterson) - hermano menor de Sydney. Es un carismático chico malo que dirige un pub y es adicto a las apuestas. Tras muchos problemas, sienta la cabeza cuando se casa con Tina, divorciada y madre de un chico, Pete, y tiene un hijo con ella llamado Nicholas Nick Hansen.

- Lynda Hansen (Concetta Tomei) - la autoritaria madre de Sydney, Joanie y Robbie. Muere justo antes de la boda de su hija, y luego solo aparece en los sueños de Sydney para darle consejos.

- Dr. Jim Hansen (Mike Farrell) - padre de Sydney, Joanie y Robbie. Un veterinario de buen corazón que dirige una clínica en el sótano y que en ocasiones se relaciona mejor con los animales que con la gente.

- Dr. Helen Reynolds (Leslie Silva) - amiga de Sydney y directora de la clínica gratuita en la temporada 1. Después, vuelve a su ciudad natal, dejando la clínica en manos de Sydney.

## Equipo
John Masius creó la serie. Algunos guionistas fueron Masius, Mike Kelley, Carol Barbee, Elle Triedman, Robert De Laurentiis, Robert Fresco, Tim Kring, Jennifer M. Johnson, y Ann Lewis Hamilton.

## Sintonía
En los Estados Unidos, la sintonía fue «In My Life», una versión de la canción de los Beatles interpretada por Chantal Kreviazuk. La sintonía internacional fue «You Make Me Home», compuesta por Tim Truman e interpretada por Angelica Hayden.